# Ryon Healy
Ryon Christopher Healy (né le 10 janvier 1992 à West Hills, Californie, États-Unis) est un joueur de baseball professionnel. Il évolue pour les Athletics d'Oakland de la Ligue majeure de baseball aux postes de troisième but, de premier but et de frappeur désigné.

## Carrière
Joueur des Ducks de l'université de l'Oregon, Ryon Healy est réclamé par les Athletics d'Oakland au 3e tour de sélection lors du repêchage amateur en 2013.
Il fait ses débuts dans le baseball majeur avec les Athletics le 15 juillet 2016. Il connaît une impressionnante première demi-saison, avec 82 coups sûrs dont 13 circuits et 20 doubles en 72 matchs joués en 2016. Sa moyenne au bâton s'élève de plus à ,305. Il termine la saison en force en étant nommé meilleure recrue du mois de septembre 2016 dans la Ligue américaine. Après son arrivée suivant la pause du match des étoiles, les performances de Healy incite les Athletics à lui donner le poste de joueur de troisième but qui était jusque-là occupé par Danny Valencia. 
Dans les ligues mineures, Healy avait partagé son temps entre le troisième but et le premier but. Mais avec son ancien camarade de l'école secondaire Trevor Plouffe au troisième but pour les Athletics en 2017 et Yonder Alonso au premier coussin, il est prévu que Healy soit souvent aligné comme frappeur désigné d'Oakland.